# Cornelis van Senen
Cornelis van Senen (Maleise vorm: Cornelis Senen) (geboren in Selamon op Lonthor, een van de Banda-eilanden, — overleden eind 1661, Batavia) was een Indisch schoolmeester, calvinistisch prediker en landbezitter. Hij is bekend geworden onder de naam Meester Cornelis.
Cornelis van Senen werd geboren als zoon uit een vooraanstaande familie (orang kaya) van het eiland Lonthor. De Bandanezen waren al door de Portugezen tot het christendom bekeerd en spraken (Creools-)Portugees. Na de harde acties van J. P. Coen, waarbij de Banda-eilanden zo goed als ontvolkt werden, kwam Meester Cornelis in 1621 naar Batavia. Veel Bandanezen waren vermoord of gevlucht, de achterblijvers werden als slaaf of gevangene afgevoerd.
De meegevoerde slaven — van Bandanese of andere Molukse afkomst, maar ook niet-inlandse moslims — werden vaak na enkele dienstjaren vrijgelaten. Men gaf ze de naam Mardijkers, van het Sanskriet-woord maharddhika, "zeer rijk, voorspoedig of machtig". In het oude Java werd daarmee gedoeld op een vrij man, iemand die niet meer in slavernij of pandelingschap leefde. In het Bahasa Indonesia leeft het woord voort als merdeka, dat "vrij" betekent. De Mardijkers belanden uiteindelijk in de speciale wijken voor "inlandsche christenen". In Batavia ontstond de nog steeds bestaande wijk "Kampung Banda". Waarschijnlijk was Meester Cornelis zo'n Mardijker.

## Schoolmeester en prediker
Voor het onderwijs te Batavia werd aanvankelijk het Nederlands als voertaal gebruikt, waardoor het voor velen niet toegankelijk was. In 1635 waren er drie scholen: een school verbonden aan het in 1629 geopende armenhuis, een school in het Malabaars kwartier en een school in het Bandanees kwartier. Deze laatste stond vanaf 1635 onder leiding van Meester Cornelis, die de beginselen van het christelijk geloof onderwees in het Maleis, en later ook in het Portugees. Hij deed twee keer per dag het gebed onder de inheemse christenen, en leidde op zondag als voorzanger en preeklezer de Maleise kerkdiensten. In de Bandanese wijk was hij wijkmeester.
In 1642 werd hij proponent, dat wil zeggen dat hij niet meer hoefde voor te lezen, maar zelf gemaakte preken mocht voordragen. Het proponentschap bevestigde de rol van Meester Cornelis als de voornaamste tussenpersoon tussen de Nederlandse kerkenraad en de "inlandsche christenen". De meeste predikanten spraken noch Portugees noch Maleis. Tot de taken van Meester Cornelis behoorden naast het leiden van de kerkdiensten en de catechese ook zieken bezoeken, het toezicht op de bedeling door de diakonie, registratie van dopen en huwelijken en het onderzoeken van de geloofskennis van de doopkandidaten. Daarnaast adviseerde hij over de vertaling van de Bijbel in het Maleis en had hij het toezicht over de schoolmeesters, die hij deels zelf opleidde.
Het proponentschap was formeel een opstapje naar het het ambt van predikant, waardoor hij naast preekbevoegdheid ook het recht zou krijgen om de sacramenten doop en avondmaal te bedienen. Ondanks verzoeken in 1647 en 1650 van de kerkenraad van Batavia, de gouverneurs-generaal en hemzelf duurde het lang voordat hij daadwerkelijk geëxamineerd werd. In 1657 werd hij op verzoek van gouverneur-generaal Joan Maetsuycker en de Heren XVII geëxamineerd door de kerkenraad van Batavia. Hij werd echter niet toegelaten als predikant, omdat men zijn verschillende preken niet voldoende vond.

## Landbezitter

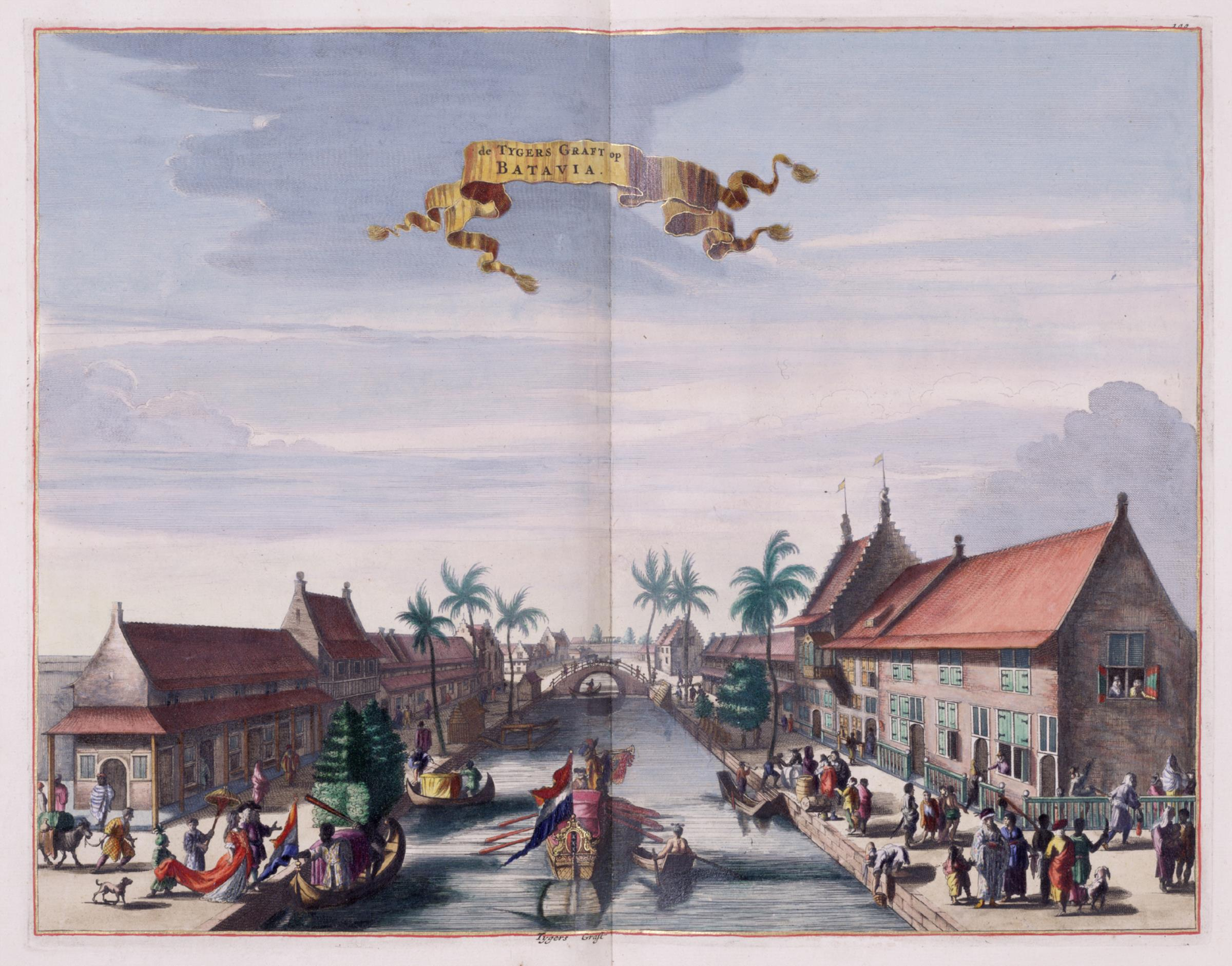
De Tijgersgracht in 1682

Van Senen had zijn wereldse belangen niet vergeten. Hij was eigenaar van een huis aan de Tijgersgracht en in 1656 werd hij bezitter van een stuk grond met een oppervlakte van ongeveer vijf vierkante kilometer aan de rivier de Ciliwung, zo’n 12 kilometer ten zuidoosten van het Kasteel Batavia. Hij kapte daar het bos op Compagniesgrond. Pas vijf jaar later vroeg en kreeg hij het eigendom van dit perceel.
Samen met zijn zoon Zacharias liet hij dit land cultiveren en sloten graven tot aan Pulo Gadung (Jakarta Timur, Oost-Jakarta). Rond 1655 liet meester Cornelis zijn land met padie en vruchtbomen beplanten door Encik Tjasing, een Maleier uit Deli, en Abdul van Makassar met hun volk. Meester Cornelis verpachtte het en genoot het tiende van de opbrengsten.
In 1661 stierf Meester Cornelis, maar zijn naam bleef verbonden aan dit grondgebied, dat nog lang Meester Cornelis zou heten. Vanaf 1935 viel het gebied officieel onder Batavia en werd het er een deel van.
Na de soevereiniteitsoverdracht aan de Republiek Indonesië op 27 december 1949 werd de naam Batavia veranderd in Jakarta. Ook andere Europese namen werden onder invloed van het heersende nationalisme veranderd in Indonesische namen. Het grondgebied Meester Cornelis, inmiddels een stadsdeel en woonwijk van Jakarta, werd hernoemd en heet tegenwoordig Jatinegara (land van het jatihout).
Het marktgebied in Jakarta dat de naam "Pasar Senen" draagt, is niet naar Cornelis van Senen vernoemd. Pasar Senen betekent maandagmarkt.